# Bahnstrecke Bånghammar–Kloten
| Kursbuchstrecke: | BKJ                  |                                            |                                            |
| Streckenlänge: | 22 km                |                                            |                                            |
| Spurweite: | 1435 mm (Normalspur) |                                            |                                            |
| |                      |                                            |                                            |
| \| \| \| Bahnstrecke Frövi–Ludvika von Vanneboda \| \| \| \| 0,0 \| Bånghammar \| Bånghammar \| \| \| \| Bahnstrecke Frövi–Ludvika nach Grängesberg \| \| \| \| \| Garhytteån[1] \| \| \| \| 10,8 \| Kölsjön \| Kölsjön \| \| \| 21,7 \| Kloten \| Kloten \| \| \| \| \| \| \| Quellen: [2] \| \| \| \| |                      |                                            |                                            |
| Strecke |                      | Bahnstrecke Frövi–Ludvika von Vanneboda    | Bahnstrecke Frövi–Ludvika von Vanneboda    |
| ehemaliger Bahnhof | 0,0                  | Bånghammar                                 | Bånghammar                                 |
| Abzweig ehemals geradeaus und nach links |                      | Bahnstrecke Frövi–Ludvika nach Grängesberg | Bahnstrecke Frövi–Ludvika nach Grängesberg |
| Brücke über Wasserlauf (Strecke außer Betrieb) |                      | Garhytteån                                 | Garhytteån                                 |
| Bahnhof (Strecke außer Betrieb) | 10,8                 | Kölsjön                                    | Kölsjön                                    |
| Kopfbahnhof Streckenende (Strecke außer Betrieb) | 21,7                 | Kloten                                     | Kloten                                     |
| |                      |                                            |                                            |
| Quellen: |                      |                                            |                                            |

Die Bahnstrecke Bånghammar–Kloten (Bånghammars-Klotens Järnväg – BKJ) war eine normalspurige Eisenbahnstrecke in Schweden. Sie wurde von Klotens AB, dem Klotenverken, erbaut.

## Geschichte
Am 11. Dezember 1874 beantragte der Großaktionär der Grängesbergs gruvaktiebolag, Carl Fredrik Liljevalch (d. j.), eine Konzession für eine 22 Kilometer lange normalspurige Eisenbahnstrecke zwischen dem am 8. Oktober 1873 eröffneten Bahnhof Bånghammar an der Frövi–Ludvika Järnväg (FLJ) und der Industrieanlage in Kloten, dem Klotenverken (Hüttenwerk und Gießerei). Unter Leitung von Gustaf M. Dahlström wurde die Bahn zwischen 1874 und 1876 errichtet. Die Kosten beliefen sich auf rund 850.000 Kronen.
Die Strecke wurde am 25. Dezember 1875 für den provisorischen Güterverkehr eröffnet, am 20. September 1877 wurde die Strecke für den allgemeinen Güter- und Personenverkehr freigegeben.
Auf der Strecke wurden Schienen mit einem Metergewicht zwischen 17 und 30 Kilogramm verlegt. Die Betriebsführung wurde zuerst mit den Fahrzeugen der von der Swedish Central Railway Co. Ltd betriebenen Strecke Frövi–Ludvika Järnväg durchgeführt, später durch die Trafikaktiebolaget Grängesberg–Oxelösunds Järnvägar (TGOJ).
| Nummer | Name | Bauart    | Achsfolge | Hersteller              | Fabr.-Nr./ Baujahr | Besonderes |
| ------ | ---- | --------- | --------- | ----------------------- | ------------------ | --- |
| 1      |      | Tenderlok | C         | Manning Wardle, England | 504 1873           | 1878 an Frövi–Ludvika Järnväg, dort Nr. 11; 1905 an Bergv & Ala Vansäter, ausgemustert 1922                                                                                      |
| 2      |      | Tenderlok | C         | Manning Wardle, England | 505 1873           | 1878 an Frövi–Ludvika Järnväg, dort Nr. 12; 1904 an Örebro–Köpings Järnvägsaktiebolag, dort Nr. 2; 1914 an Guldsmedshyttan, 1946–47 in eine Motorlok umgebaut, ausgemustert 1968 |

Für den Unterhalt der Lokomotiven wurde 1876 in Bånghammar ein Lokschuppen mit einer Drehscheibe mit einem Durchmesser von fünf Metern errichtet. Dieser Lokschuppen wurde nach der Stilllegung der Strecke abgerissen. In Kloten wurde ein zweiständiger Rundschuppen, ebenfalls mit 5-Meter-Drehscheibe, und ein Wasserturm erbaut. Dieser Schuppen ist heute noch erhalten. Im ebenfalls erhaltenen Bahnhof von Kloten waren auch die Büros der Kloten AB untergebracht.
Den Verkehr auf der Strecke bildeten hauptsächlich die Güterzüge. Der stets geringe Personenverkehr bestand im Fahrplan von 1914 aus einem von Montag bis Freitag verkehrenden Personenzugpaar.
1899 wurde Klotenverken mit der dazugehörigen Bahnstrecke verstaatlicht. Die Verwaltung übernahm Domänverket. Die Betriebsführung wurde durch die Verstaatlichung nicht berührt und blieb weiter in den Händen von FLJ und TGOJ.
Der Hochofen von Kloten wurde 1910 stillgelegt. Dadurch wurden die Verkehrsleistungen geringer. Im Mai 1934 endete der Gesamtverkehr auf der Strecke, die Bahnanlagen wurden abgebaut. Lediglich das Gleis zwischen Bånghammar und Kölsjön lag noch bis 1937.